# Söndagsbarn (1992)
Söndagsbarn är en svensk dramafilm från 1992 i regi av Daniel Bergman med manus av Ingmar Bergman.

## Handling
"Jag är också ett söndagsbarn", säger far och son omväxlande på sin resa i filmen (även Bergmans favoritdramatiker August Strindberg var söndagsfödd, liksom den sanningssökande huvudpersonen "Studenten" i dennes Spöksonaten, som Bergman flera gånger regisserat). Filmen är det andra verket i Bergmans trilogi om föräldrarnas komplicerade relationsliv – TV-serierna Den goda viljan (1991) och Enskilda samtal (1996) är de båda andra.
Växelvis berättas några episoder med "Pu" (Ingmar Bergman) som barn och som vuxen och framförallt relationen till sin prästfar. En sommar vid familjens sommarställe i Dalarna berättas om spänt familjeliv och en resa med tåg och cykel, då fadern erbjuder pojken att följa med till den avlägsna kyrka fadern ska hålla gudstjänst i. Trivsam gemenskap varvas med plötsliga utbrott av upprörd vrede, oro och misshandel från faderns sida. Däremellan besöker den vuxne Ingmar sin åldrade far för samtal om det som varit och de komplicerade familjerelationerna.

## Om filmen
Filmen hade biopremiär den 28 augusti 1992 och är tillåten från 11 år. Den har även visats på SVT och TV4.

## Rollista (urval)
- Thommy Berggren - far
- Henrik Linnros - Pu (Ingmar som barn)
- Lena Endre - mor
- Malin Ek - Märta
- Marie Richardson - Marianne
- Irma Christenson - moster Emma
- Birgitta Valberg - mormor
- Börje Ahlstedt - morbror Carl
- Maria Bolme - Maj
- Majlis Granlund - Lalla
- Birgitta Ulfsson - Lalla
- Carl-Magnus Dellow - urmakaren
- Melinda Kinnaman - fruntimret
- Per Myrberg - Ingmar
- Helena Brodin - syster Edit
- Halvar Björk - farbror Ericsson
- Lis Nilheim - kyrkoherdens fru
- Bertil Norström - kyrkoherden
- Suzanne Ernrup - Helga Smed
- Carl-Lennart Fröbergh - bröllopsgäst

## Musik i filmen
- Blinka lilla stjärna, bearbetning Wolfgang Amadeus Mozart, svensk text Betty Ehrenborg-Posse, sång Marie Richardson
- Songes, text och musik Carl Jonas Love Almqvist, sång Marie Richardson
- Sonat, cello, op. 8, musik Zoltán Kodály, instrumental
- Konsert, violin (2), stråkorkester, BWV 1043, d-moll, musik Johann Sebastian Bach
- Härlig är jorden, svensk text Cecilia Bååth-Holmberg

## Utmärkelser
- 1992 – Festival Premiers Plans d'Angers - Europeiska juryns specialomnämnande – långfilm, Daniel Bergman
- 1992 – Festival des Films du Monde (Montréal) - Bästa foto Tony Forsberg
- 1992 – Festival des Films du Monde - FIPRESCI-priset, Daniel Bergman
- 1992 – Festival des Films du Monde - Bästa debutfilm, Daniel Bergman
- 1993 – Guldbagge - Bästa foto Tony Forsberg